# François Fortier
François Fortier (* 13. Juni 1979 in Beauport, Québec) ist ein kanadischer Eishockeyspieler, der seit Juni 2015 bei Marquis de Jonquière in der Ligue Nord-Américaine de Hockey unter Vertrag steht.

## Karriere
François Fortier spielt seit seinem fünften Lebensjahr Eishockey und wechselte 1996 zu den Faucons de Sherbrooke in der kanadischen Juniorenliga Ligue de hockey junior majeur du Québec, wo er in drei Jahren und insgesamt 193 Spielen 99 Tore und 117 Assists erzielen konnte. Bereits in seiner letzten Saison in der LHJMQ absolvierte der Flügelstürmer zudem ein Spiel für das AHL-Team Hartford Wolf Pack, für die er in der nächsten Saison in 63 Spielen auf dem Eis stand und es dabei auf 15 Scorerpunkte brachte. In der Spielzeit 2000/01 stand Fortier für sieben Spiele für das ECHL-Team Charlotte Checkers auf dem Eis und absolvierte zudem 28 Einsätze bei Wolf Pack sowie ebenfalls 28 Partien für den Ligakonkurrenten Quebec Citadelles.

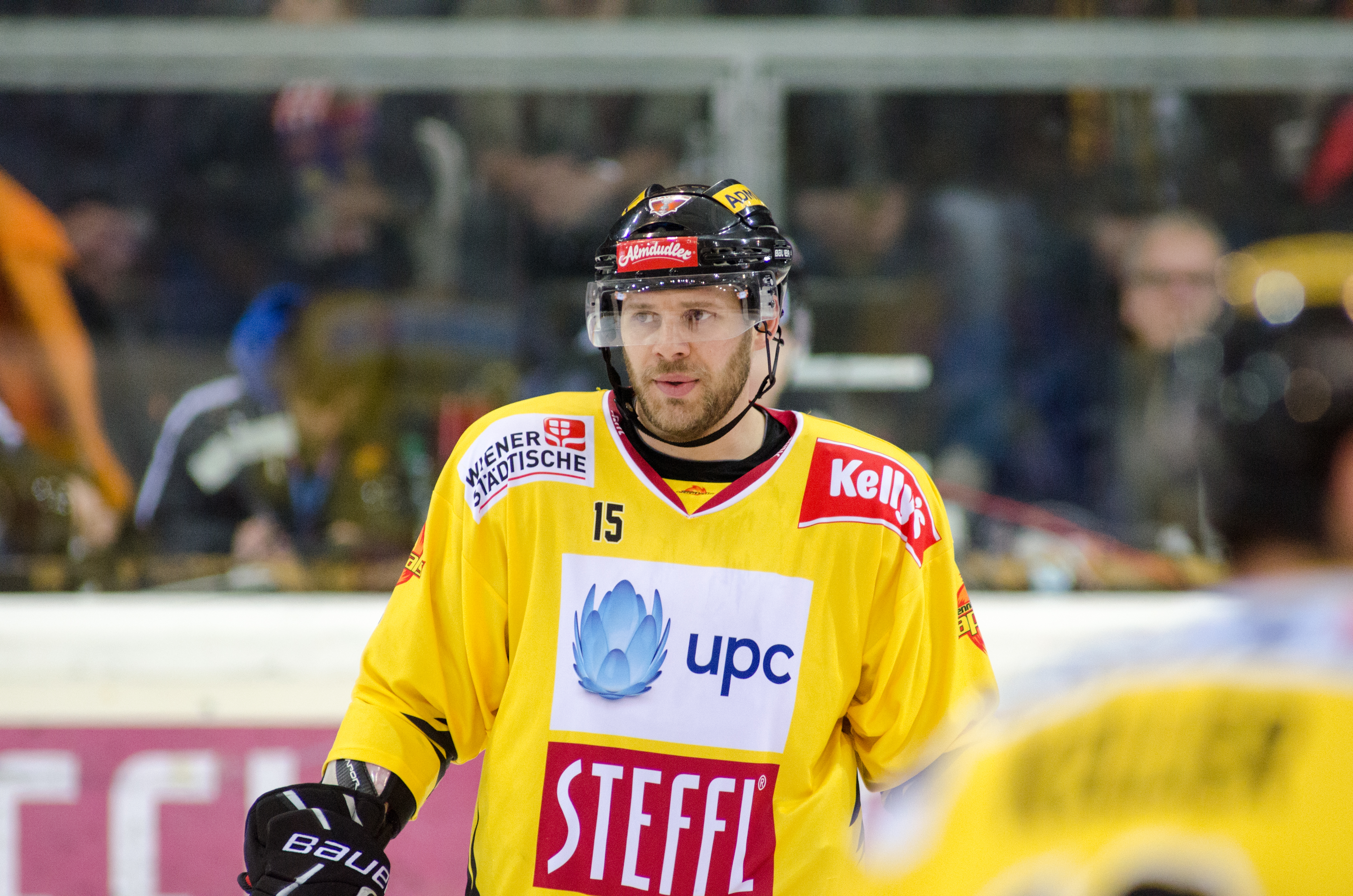
Fortier im Trikot der Vienna Capitals, Playoffs 2014

In der Saison 2001/02 lief der Stürmer in 71 Hauptrunden-Spielen sowie zehn Playoff-Partien für die Mississippi Sea Wolves auf und erzielte dabei 36 Tore und 55 Assists, bevor er für die nächste Saison in die Deutsche Eishockey Liga wechselte. Hier erzielte der Linksschütze in der Spielzeit 2002/03 für die Schwenninger Wild Wings in 52 Spielen 20 Tore und 19 Vorlagen und unterschrieb anschließend einen Vertrag bei den Augsburger Panthern, für die er insgesamt zwei Jahre lang auflief.
In der Saison 2005/06 bildete der Angreifer schließlich zusammen mit Benoît Gratton und Marc Beaucage die erste Sturmreihe des Ligakonkurrenten Hamburg Freezers, die sogenannte French Connection. Fortier war in seiner ersten Spielzeit neben Jeff Ulmer bester Torjäger und zudem Topscorer an der Elbe. Nachdem die Freezers eine katastrophale Saison 2009/10 spielten, die sie auf dem vorletzten Tabellenplatz beendeten, wurde sein Vertrag in Hamburg nicht verlängert. Zur Saison 2010/11 wechselte er daraufhin zu den Vienna Capitals in der österreichischen Eishockey-Liga, wo er wie bereits in Hamburg mit Gratton in einer Angriffsformation spielte.
Am 17. April 2014 wurde Fortiers Transfer zum EC VSV bestätigt, nach ungenügenden Leistungen wurde er jedoch im November des gleichen Jahres aus seinem Vertrag entlassen. Einige Tage danach ging der Kanadier in die norwegische GET-ligaen, um fortan bei Vålerenga zu spielen. Im Sommer 2015 kehrte er nach Nordamerika zurück und unterschrieb einen Vertrag bei Marquis de Jonquière aus der Ligue Nord-Américaine de Hockey.

## Erfolge und Auszeichnungen
- 2002 Teilnahme am ECHL All-Star Game
- 2003 Teilnahme am DEL All-Star Game
- 2008 Teilnahme am DEL All-Star Game
- 2009 Teilnahme am DEL All-Star Game

## Karrierestatistik
(Legende zur Spielerstatistik: Sp oder GP = absolvierte Spiele; T oder G = erzielte Tore; V oder A = erzielte Assists; Pkt oder Pts = erzielte Scorerpunkte; SM oder PIM = erhaltene Strafminuten; +/− = Plus/Minus-Bilanz; PP = erzielte Überzahltore; SH = erzielte Unterzahltore; GW = erzielte Siegtore; 1 Play-downs/Relegation; Kursiv: Statistik nicht vollständig)